# Bathybates hornii
Bathybates hornii är en fiskart som beskrevs av Steindachner, 1911. Bathybates hornii ingår i släktet Bathybates och familjen Cichlidae. IUCN kategoriserar arten globalt som livskraftig. Inga underarter finns listade.